# Шенг
Шън или шенг (на китайски: 笙|笙; на пинин shēng) е старинен китайски духов музикален инструмент, примитивен орган, съставен от серия бамбукови тръбички с различна дължина и ширина и снабдени със специални езичета. Броят тръбички варира от 12 до 24, но не рядко са и повече. Тръбичките са вмъкнати в кух сферичен корпус. Въздушното налягане за звукоизвличането се поддържа чрез духане през S-образна тръба, а звукът се формира чрез специалните свободни езичета.
След династия Тан инструментът започва да се изработва от дърво, а кутията – от мед, а езичето вече не е бамбуково, а медно.
Според някои музиковеди това е първият инструмент със свободно езиче и неговата поява оказва голямо влияние на развитието на западната музика. Европа се запознава с така наречените свободни езичета чрез шън в края на 18 век и ги прилага в направата на фисхармониката, а по-късно при устната хармоника, акордеона и др. За корпуса на този инструмент често се използва кората на тиква или се прави от издълбано дърво, или мед.